# Азербайджан на чемпионате мира по баскетболу 2027 (квалификация)
Сборная Азербайджана по баскетболу на чемпионате мира по баскетболу 2027 (квалификация).

## Общие сведения
Квалификационный этап начался в феврале 2024 года и закончится в марте 2027 года. В результате отбора 12 лучших команд будут квалифицированы на чемпионат мира 2027.
Всего в квалификации принимают участие 42 команды в регионе Европы.
Квалификация состоит из пре-квалификации и квалификационного этапа. Азербайджан начал отбор с раунда пре-квалификации.
В первом раунде пре-квалификации примут участие 8 команд. Во второй раунд пройдут 4 команды (победители групп и лучшая вторая команда в группе).
Для сборной Азербайджана это первое участие в отборе к чемпионату мира.
Жеребьёвка прошла 8 августа 2023 года в Мюнхене.
В пре-квалификации Азербайджан принял участие в группе A со сборными Швейцарии, Ирландии и Косово.

## Состав команды на турнире
Орхан Гаджиев, Камран Мамедов, Улас Тургут, Ширзад Ширзадов, Саадатдин Донат, Амиль Хамзаев, Заур Пашаев, Зак ЛеДэй, Ян Хаммер, Эндар Поладханлы, Джордан Дэйвис, Донта Холл, Эльшад Ширзадов, Акбер Мамедов, Эрджан Донат, Джабраил Акберов, Орхан Айдын.

## Ход турнира
1 тур
| 22 февраля 2024 19:00 Местное время | Отчёт | Швейцария                 | 72:53    | Азербайджан                  | Фрибур, спортивный зал Сен-Леонард Зрителей: 1 150 Судьи: Стилианос Симеонидис () Хоакин Гарсия () Алессандро Персиавалле () |
| 22 февраля 2024 19:00 Местное время | Отчёт | 10:20, 19:8, 21:15, 22:10 |          |                              | Фрибур, спортивный зал Сен-Леонард Зрителей: 1 150 Судьи: Стилианос Симеонидис () Хоакин Гарсия () Алессандро Персиавалле () |
| 22 февраля 2024 19:00 Местное время | Отчёт | Селим Фофана 19           | Очки     | Зак ЛеДэй 22                 | Фрибур, спортивный зал Сен-Леонард Зрителей: 1 150 Судьи: Стилианос Симеонидис () Хоакин Гарсия () Алессандро Персиавалле () |
| 22 февраля 2024 19:00 Местное время | Отчёт | Мишель-Офик Нзеге 10      | Подборы  | Саадатдин Донат, Зак ЛеДэй 6 | Фрибур, спортивный зал Сен-Леонард Зрителей: 1 150 Судьи: Стилианос Симеонидис () Хоакин Гарсия () Алессандро Персиавалле () |
| 22 февраля 2024 19:00 Местное время | Отчёт | Роберт Зинн 5             | Передачи | Камран Мамедов 4             | Фрибур, спортивный зал Сен-Леонард Зрителей: 1 150 Судьи: Стилианос Симеонидис () Хоакин Гарсия () Алессандро Персиавалле () |

2 тур
| 25 февраля 2024 14:00 AZT | Отчёт | Азербайджан                | 87:77    | Косово           | Баку, Серхедчи Зрителей: 2 400 Судьи: Анджей Урбанович () Ритварс Хельмштейнс () Виктор Надь () |
| 25 февраля 2024 14:00 AZT | Отчёт | 19:19, 24:25, 16:16, 28:17 |          |                  | Баку, Серхедчи Зрителей: 2 400 Судьи: Анджей Урбанович () Ритварс Хельмштейнс () Виктор Надь () |
| 25 февраля 2024 14:00 AZT | Отчёт | Орхан Айдын 27             | Очки     | Дардан Бериша 20 | Баку, Серхедчи Зрителей: 2 400 Судьи: Анджей Урбанович () Ритварс Хельмштейнс () Виктор Надь () |
| 25 февраля 2024 14:00 AZT | Отчёт | Донта Холл                 | Подборы  | Дардан Капити 6  | Баку, Серхедчи Зрителей: 2 400 Судьи: Анджей Урбанович () Ритварс Хельмштейнс () Виктор Надь () |
| 25 февраля 2024 14:00 AZT | Отчёт | Ширзад Ширзадов 6          | Передачи | Мусаб Маладж 6   | Баку, Серхедчи Зрителей: 2 400 Судьи: Анджей Урбанович () Ритварс Хельмштейнс () Виктор Надь () |

3 тур
| 21 ноября 2024 17:00 Местное время | Отчёт | Ирландия                   | 91:67    | Азербайджан                   | Дублин, Национальная баскетбольная арена Зрителей: 900 Судьи: Иэн Макдональд () Иоаннис Цимпурис () Давид Томассон () |
| 21 ноября 2024 17:00 Местное время | Отчёт | 25:12, 23:13, 23:20, 20:22 |          |                               | Дублин, Национальная баскетбольная арена Зрителей: 900 Судьи: Иэн Макдональд () Иоаннис Цимпурис () Давид Томассон () |
| 21 ноября 2024 17:00 Местное время | Отчёт | Шон Флуд 28                | Очки     | Джордан Дэйвис 25             | Дублин, Национальная баскетбольная арена Зрителей: 900 Судьи: Иэн Макдональд () Иоаннис Цимпурис () Давид Томассон () |
| 21 ноября 2024 17:00 Местное время | Отчёт | Джордан Блаунт 12          | Подборы  | Орхан Айдын, Джордан Дэйвис 8 | Дублин, Национальная баскетбольная арена Зрителей: 900 Судьи: Иэн Макдональд () Иоаннис Цимпурис () Давид Томассон () |
| 21 ноября 2024 17:00 Местное время | Отчёт | Джордан Блаунт 9           | Передачи | Орхан Айдын 4                 | Дублин, Национальная баскетбольная арена Зрителей: 900 Судьи: Иэн Макдональд () Иоаннис Цимпурис () Давид Томассон () |

4 тур
| 24 ноября 2024 14:00 AZT | Отчёт | Азербайджан               | 55:85    | Швейцария        | Баку, Дворец ручных игр Зрителей: 1 300 Судьи: Толга Эдис () Кириле Тваури () Влад-Теодор Котробас-Даскалу () |
| 24 ноября 2024 14:00 AZT | Отчёт | 20:15, 15:22, 8:24, 12:24 |          |                  | Баку, Дворец ручных игр Зрителей: 1 300 Судьи: Толга Эдис () Кириле Тваури () Влад-Теодор Котробас-Даскалу () |
| 24 ноября 2024 14:00 AZT | Отчёт | Орхан Айдын 15            | Очки     | Тони Рочак 19    | Баку, Дворец ручных игр Зрителей: 1 300 Судьи: Толга Эдис () Кириле Тваури () Влад-Теодор Котробас-Даскалу () |
| 24 ноября 2024 14:00 AZT | Отчёт | Орхан Айдын 12            | Подборы  | Йоан Гранворка 7 | Баку, Дворец ручных игр Зрителей: 1 300 Судьи: Толга Эдис () Кириле Тваури () Влад-Теодор Котробас-Даскалу () |
| 24 ноября 2024 14:00 AZT | Отчёт | Кямран Мамедов 5          | Передачи | Селим Фофана 11  | Баку, Дворец ручных игр Зрителей: 1 300 Судьи: Толга Эдис () Кириле Тваури () Влад-Теодор Котробас-Даскалу () |

5 тур
| 20 февраля 2025 19:30 AZT | Отчёт | Косово                         | 81:79    | Азербайджан                   | Приштина, Дворец молодёжи и спорта Зрителей: 1 000 Судьи: Стилианос Симеонидис () Мехмет Шахин () Младен Лучич () |
| 20 февраля 2025 19:30 AZT | Отчёт | 20:21, 23:20, 17:18, 21:20     |          |                               | Приштина, Дворец молодёжи и спорта Зрителей: 1 000 Судьи: Стилианос Симеонидис () Мехмет Шахин () Младен Лучич () |
| 20 февраля 2025 19:30 AZT | Отчёт | Микаиле Тмушич 21              | Очки     | Донта Холл 21                 | Приштина, Дворец молодёжи и спорта Зрителей: 1 000 Судьи: Стилианос Симеонидис () Мехмет Шахин () Младен Лучич () |
| 20 февраля 2025 19:30 AZT | Отчёт | 4 игрока набрали по 5 подборов | Подборы  | Донта Холл 16                 | Приштина, Дворец молодёжи и спорта Зрителей: 1 000 Судьи: Стилианос Симеонидис () Мехмет Шахин () Младен Лучич () |
| 20 февраля 2025 19:30 AZT | Отчёт | Дивайн Майлс 6                 | Передачи | Камран Мамедов, Улас Тургут 5 | Приштина, Дворец молодёжи и спорта Зрителей: 1 000 Судьи: Стилианос Симеонидис () Мехмет Шахин () Младен Лучич () |

6 тур
| 23 февраля 2025 17:00 AZT | Отчёт | Азербайджан | : | Ирландия | Баку, Дворец ручных игр Судьи: Здравко Рутешич () Духан Койичи () Неманья Влахович () |
| 23 февраля 2025 17:00 AZT | Отчёт | , :, :      |   |          | Баку, Дворец ручных игр Судьи: Здравко Рутешич () Духан Койичи () Неманья Влахович () |

## Турнирная таблица
| Место | Команда     | Игры | Поб | Пор | Забито | Пропущено | +/-  | Очки |
| ----- | ----------- | ---- | --- | --- | ------ | --------- | ---- | ---- |
| 1     | Швейцария   | 5    | 5   | 0   | 403    | 268       | +135 | 10   |
| 2     | Ирландия    | 5    | 2   | 3   | 375    | 406       | −31  | 7    |
| 3     | Косово      | 5    | 2   | 3   | 369    | 408       | −39  | 7    |
| 4     | Азербайджан | 5    | 1   | 4   | 341    | 406       | −65  | 6    |

Источник: Положение команд